# Кемпфельбах
Кемпфельбах (нім. Kämpfelbach) — громада в Німеччині, знаходиться в землі Баден-Вюртемберг. Підпорядковується адміністративному округу Карлсруе. Входить до складу району Енц.
Площа — 13,64 км2. Населення становить 6400 ос. (станом на 31 грудня 2020).